# Neromia propinquilinea
Neromia propinquilinea är en fjärilsart som beskrevs av Louis Beethoven Prout 1920. Neromia propinquilinea ingår i släktet Neromia och familjen mätare. Inga underarter finns listade i Catalogue of Life.